# Catoptometra ophiura
Catoptometra ophiura is een haarster uit de familie Zygometridae.
De wetenschappelijke naam van de soort werd in 1911 gepubliceerd door Austin Hobart Clark.